# George G. Blaisdell
George G. Blaisdell (5 de junio de 1895-3 de octubre de 1978) fue el creador del primer encendedor Zippo a principios de 1933, inspirándose en un encendedor austríaco de diseño similar. Un año antes había fundado la empresa "Zippo Manufacturing Company" en Bradford (Pensilvania).
Obtuvo su nombre porque le gustaba el sonido de la palabra 'zipper' (cremallera) y asoció ese sonido al que producía el encendedor cuando se cerraba. El 3 de marzo de 1936 el producto fue patentado con el número 2032695.
Desde 1933 se han producido más de 400 millones de encendedores Zippo y se estima que actualmente se producen unos 12 millones cada año.
Desde el fin de la Segunda Guerra Mundial y hasta los años 1960, los encendedores formaron parte de campañas de publicidad de compañías grandes y pequeñas: muchas de las primeras campañas publicitarias de Zippo son obras de arte pintadas a mano y así como la tecnología ha evolucionado, también lo ha hecho el diseño y el acabado de los encendedores Zippo. El mecanismo básico de estos encendedores se ha mantenido inalterable.
Los encendedores Zippo en reiteradas ocasiones han aparecido en el negocio del cine, siendo utilizados regularmente por personajes de diferentes películas como por ejemplo Die Hard, Reservoir Dogs, X-Men 2, Dogma, Gran Torino, Perdidos etc. De hecho, en todas las películas del director Quentin Tarantino aparece algún Zippo.
Zippo recientemente ha expandido su catálogo de productos incluyendo una variedad especial de encendedores multipropósito, conocidos como 'Zippo MPL', los que son cargados con butano.
Zippo saca a la venta en el 2008-2009 un calentador de manos con una calidad excepcional, este utiliza combustible para encendedor normal y cabe en la palma de la mano, dura hasta 24 h según la página Zippo Hand Warmer
El museo 'Zippo/Case Collector's Club' (Club de coleccionistas de carcasas Zippo) se encuentra ubicado en Bradford en la avenida Zippo. Este edificio de 3.000 metros cuadrados contiene una variedad de raros y típicos encendedores Zippo y es el único lugar donde se vende la línea completa de productos que ha sacado hasta el momento la compañía. También contiene una enorme colección de carcasas de cuchillos.